# Hydatostega viridiflos
Hydatostega viridiflos är en tvåvingeart som först beskrevs av Walker 1852.  Hydatostega viridiflos ingår i släktet Hydatostega och familjen styltflugor. Inga underarter finns listade i Catalogue of Life.